# Sejm koronacyjny 1502
Sejm koronacyjny 1502 – sejm koronacyjny  Aleksandra Jagiellończyka. Zwołany ok. 4 października 1501 roku do  Krakowa. Obrady sejmowe trwały w styczniu i lutym 1502 roku. Sejmiki przedsejmowe odbyły się w listopadzie i grudniu 1501 roku.
Na sejmie tym potwierdzono ustalenia podjęte w trakcie ostatniego sejmu zwołanego za życia  Jana Olbrachta, a dotyczące podatku czopowego, poboru w wysokości 8 groszy i zawieszenia na 5 lat zwolnień celnych. Dodatkowo uchwalono kolejny pobór w wysokości 8 groszy i zwrócono się do  kardynała Fryderyka o przeprowadzenie na synodzie kościelnym subsidium charitativum. Zawarto również umowy z oddziałami zaciężnymi i wydano pierwsze wici na pospolite ruszenie w związku z obroną Rusi przed Tatarami. Ponadto postanowiono wysłać poselstwa do Węgier, Prus, Turcji oraz króla rzymskiego Maksymiliana.